# EuroBasket de 1995
O EuroBasket 1995 também conhecido como FIBA Campeonato Europeu de 1995 foi a vigésima nona edição do torneio continental organizado pela FIBA Europa.
A Iugoslávia conquistou seus sexto título da competição, mas quem foi consagrado MVP da competição foi Šarūnas Marčiulionis que conquistou a medalha de Prata.
Os quatro primeiros colocados Iugoslávia, Lituânia, Croácia e Grécia conquistaram vaga nos Jogos Olímpicos de Verão de 1996 disputados em Atlanta.